# サイマル・インターナショナル
株式会社サイマル・インターナショナル（英称:Simul International, Inc.）は通訳・翻訳サービスなどの事業を行う、東京都中央区に本社を置く日本の企業。サイマルと略称される。

## 概要
日本で初めての同時通訳エージェントとして、國弘正雄、村松増美、小松達也ら会議通訳者により1965年に創業された。1998年にベネッセコーポレーション傘下となる。
通訳・翻訳サービスの他、通訳者・翻訳者養成機関として有名なサイマル・アカデミーの運営も行っている。
グループ企業として、バイリンガル人材派遣／紹介専門のサイマル・ビジネスコミュニケーションズ(SBC)と同時通訳機材専門のサイマル・テクニカルコミュニケーションズ（STC）がある。
2020年3月31日付で、ベネッセホールディングスが保有していた全株式をTAKARA & COMPANYへ譲渡したと同時に、サイマル・インターナショナルはTAKARA & COMPANYの完全子会社となった

## 社名とロゴの由来
社名の「サイマル」（Simul）は、同時通訳を意味する英語、Simultaneous Interpretation の最初のアルファベット5文字 Simul からつけられたものである。
またロゴマークは、1969年人類初の月面着陸時、アポロ11号のニール・アームストロング船長のことばを同時通訳で国民に伝えた歴史的瞬間にサイマルの通訳者が活躍したことをモチーフに、月と地球を表している。

## グループ企業
- 株式会社サイマル・ビジネスコミュニケーションズ
- 株式会社サイマル・テクニカルコミュニケーションズ